# Horacio Carbonari
Horacio Ángel Carbonari (nacido el 2 de mayo de 1974 en Santa Teresa, provincia de Santa Fe, Argentina) es un exfutbolista argentino que jugó como defensor. Era apodado "Petaco" por la hinchada de Rosario Central y sus amigos de la infancia, así como Bazooka por periodistas y rivales debido a su tiro de gran potencia. Son recordados sus dos goles a Atlético Mineiro (uno de ellos desde 37 metros) en la final de la Copa Conmebol 1995, al igual que el gol de su retorno a Central en el 2003 en el Nuevo Gasómetro contra Sebastián Saja, portero de San Lorenzo,(dónde debutó Sebastián Saja)de tiro libre (a una velocidad de 131 km/h).
Entre junio de 2020 y marzo de 2022 se desempeñó como ayudante de campo de Kily González en el Club Atlético Rosario Central, en la Primera División de Argentina.

## Historia

### Carrera como jugador
Su debut oficial en Rosario Central se produjo el 27 de junio de 1993, en un partido ante Newell's Old Boys por la Copa Centenario de la AFA, en el que ambos presentaron equipos formados por juveniles. Para el Torneo Clausura 1994 tuvo ya activa participación como titular; además convirtió su primer gol en el empate a dos frente a Boca Juniors en la 11.ª fecha, y a la jornada siguiente marcó de tiro penal versus Argentinos Juniors (triunfo 3-2). Compartió la zaga central con Claudio Úbeda, Jorge Balbis y Celso Ayala, hasta que encontró su compañero ideal en Federico Lussenhoff. Para la temporada 1995-96, y con el retorno de Ángel Tulio Zof a la conducción del primer equipo auriazul, Carbonari estaba ya afirmado como baluarte en la defensa y comenzó a tener gran protagonismo. En el Torneo Apertura 1995 le marcó su primer gol a Newell's en el clásico rosarino de la 14.ª jornada, de cabeza y para poner adelante a Central que terminaría ganando 2-0. El 19 de diciembre de 1995 fue actor destacado en la épica conquista de la Copa Conmebol (precursora de la actual Copa Sudamericana); tras haber perdido la final de ida 0-4 ante Atlético Mineiro en Belo Horizonte, Central logró revertir el marcador en el Gigante de Arroyito con el mismo resultado y llevar la definición a los tiros desde el punto penal. Petaco convirtió dos goles, el primero de larga distancia con un fuerte tiro libre que venció las manos de Claudio Taffarel y el cuarto y último del canalla de cabeza a pocos minutos del final; también ejecutó uno de los penales en la definición (el segundo de la serie) que favoreció a Central 4-3 y lo coronó campeón. Además Carbonari se consagró como goleador del torneo, lauro que compartió con su compañero Rubén Da Silva.
 Continuó sumando buenas actuaciones y goles, teniendo un nuevo punto alto de rendimiento en el Torneo Apertura 1997, en el cual Central finalizó tercero y Carbonari sumó seis tantos, dos de ellos a River Plate en el 3-1 en el El Monumental y uno a Newell's en el 4-0 del 23 de noviembre, partido que debió finalizarse a los 65 minutos por inferioridad numérica del rival. Al finalizar la temporada Carbonari fue transferido al fútbol inglés, tras haber jugado 151 partidos y convertido 30 goles.
Su próximo destino fue Derby County, equipo de la Premier League que pagó 3 millones de libras esterlinas por su pase, gestión del entonces gerente Jim Smith. En los Rams supo ganarse rápidamente el apoyo de los hinchas, al convertirle en ambos partidos por la Premier League 1998-99 a Nottingham Forest en el derbi de las Midlands del Este; el primero fue para lograr el empate a dos el 16 de noviembre de 1998 como visitante, mientras que anotó el único gol el 10 de abril de 1999 en Pride Park Stadium. Hasta fines de 2002 jugó un centenar de partidos y marcó diez tantos, teniendo a principios de este último año un breve paso a préstamo por Coventry City.
En 2003 retornó a Rosario Central; el equipo canalla tenía una complicada situación en la tabla de promedios para mantener la categoría. En su primer partido Carbonari, por la fecha inicial del Torneo Clausura, le convirtió un gol a San Lorenzo de Almagro de tiro libre apenas había ingresado en reemplazo de Mariano Messera; sumó otras tres conquistas en el certamen, que tuvo a la Academia realizando una gran campaña con la que no solo evitó la zona de descenso sino que también clasificó a las copas Sudamericana 2003 y Libertadores 2004. Luego de la transferecia de Cata Díaz su compañero de zaga en el siguiente año deportivo fue Leonardo Talamonti. Para la temporada 2004-05 tuvo una escasa participación durante el primer semestre debido a una lesión en la rodilla derecha; la afirmación de la dupla central Ronald Raldes-Ramiro Fassi y el retorno de José Chamot al club lo dejaron sin chances de jugar durante el Torneo Clausura 2005, tras el cual quedó en libertad de acción y decidió retirarse de la actividad. Totalizó en el canalla 209 presencias y 39 goles, siendo el segundo defensor con más tantos en la institución de Barrio Arroyito, detrás de Edgardo Bauza (82 conquistas).

### Carrera después del retiro como futbolista
Al principio de la temporada 2006/07 llegó a ocupar el cargo de mánager en Rosario Central al integrar un grupo inversor que acercó dinero para fichajes; una de sus gestiones fue incorporar al costarricense Paulo Wanchope, excompañero en Derby County. Debido a una tensa relación con el por entonces entrenador Leonardo Astrada y a partir de la confusa salida del apodado "Negro" del cargo, Carbonari también dejó el club.
En 2011 dirigió la categoría sub-19 de Boston River, club gerenciado por Carlos Fernando Navarro Montoya y Martín Cardetti.
Desde 2015 forma parte de la reunión que llevan a cabo futbolistas de que integraron la categoría 1974 en las inferiores de Rosario Central, con la cual llevan a cabo partidos benéficos; entre sus compañeros más conocidos se encuentran Kily González, Diego Gastón Ordóñez, y Raúl Gordillo.

En 2018 comenzó a trabajar como columnista en un programa deportivo de la televisión rosarina.
Entre junio de 2020 y marzo de 2022 se desempeñó como ayudante de campo de Kily González en el Club Atlético Rosario Central, en la Primera División de Argentina.

## Clubes
| Club            | País       | Año         |
| --------------- | ---------- | ----------- |
| Rosario Central | Argentina  | 1993 - 1998 |
| Derby County    | Inglaterra | 1998 - 2002 |
| Coventry City   | Inglaterra | 2002        |
| Derby County    | Inglaterra | 2002        |
| Rosario Central | Argentina  | 2003 - 2005 |

## Estadísticas
| Temporada             | Equipo                | Campeonato            | Campeonato | Campeonato | Copas nacionales | Copas nacionales | Copas nacionales | Copas internacionales | Copas internacionales | Copas internacionales | Total    | Total |
| Temporada             | Equipo                | Torneo                | Partidos   | Goles      | Torneo           | Partidos         | Goles            | Torneo                | Partidos              | Goles                 | Partidos | Goles |
| --------------------- | --------------------- | --------------------- | ---------- | ---------- | ---------------- | ---------------- | ---------------- | --------------------- | --------------------- | --------------------- | -------- | ----- |
| 1993-94               | Rosario Central       | Ap+Cl                 | 23         | 2          | CC               | 2                | 0                | -                     | -                     | -                     | 25       | 2     |
| 1994-95               | Rosario Central       | Ap+Cl                 | 15         | 3          | -                | -                | -                | -                     | -                     | -                     | 15       | 3     |
| 1995-96               | Rosario Central       | Ap+Cl                 | 32         | 7          | -                | -                | -                | CC+CM                 | 9                     | 4                     | 41       | 11    |
| 1996-97               | Rosario Central       | Ap+Cl                 | 31         | 5          | -                | -                | -                | CO+CC                 | 5                     | 0                     | 36       | 5     |
| 1997-98               | Rosario Central       | Ap+Cl                 | 34         | 9          | -                | -                | -                | -                     | -                     | -                     | 34       | 9     |
| Total Rosario Central | Total Rosario Central | Total Rosario Central | 135        | 26         |                  | 2                | 0                |                       | 14                    | 4                     | 151      | 30    |
| 1998-99               | Derby County          | PL                    | 29         | 5          | FA               | 4                | 0                | -                     | -                     | -                     | 33       | 5     |
| 1999-00               | Derby County          | PL                    | 29         | 2          | FA+LC            | 2                | 0                | -                     | -                     | -                     | 31       | 2     |
| 2000-01               | Derby County          | PL                    | 27         | 1          | FA+LC            | 4                | 0                | -                     | -                     | -                     | 31       | 1     |
| 2001-02               | Derby County          | PL                    | 3          | 1          | FA               | 1                | 0                | -                     | -                     | -                     | 4        | 1     |
| Total Derby County    | Total Derby County    | Total Derby County    | 88         | 9          |                  | 11               | 0                |                       | -                     | -                     | 99       | 9     |
| 2001-02               | Coventry City         | FL                    | 5          | 0          | -                | -                | -                | -                     | -                     | -                     | 5        | 0     |
| 2002-03               | Derby County          | FL                    | 2          | 1          | LC               | 1                | 0                | -                     | -                     | -                     | 3        | 1     |
| 2002-03               | Rosario Central       | Cl                    | 19         | 4          | -                | -                | -                | -                     | -                     | -                     | 19       | 4     |
| 2003-04               | Rosario Central       | Ap+Cl                 | 22         | 4          | -                | -                | -                | CS+CL                 | 8                     | 1                     | 30       | 5     |
| 2004-05               | Rosario Central       | Ap                    | 7          | 0          | -                | -                | -                | -                     | -                     | -                     | 7        | 0     |
| Total Rosario Central | Total Rosario Central | Total Rosario Central | 48         | 8          |                  | -                | -                |                       | 8                     | 1                     | 56       | 9     |
| Total en su carrera   | Total en su carrera   | Total en su carrera   | 278        | 44         |                  | 14               | 0                |                       | 22                    | 5                     | 314      | 49    |

## Palmarés

### Trofeos Internacionales
| Título        | Club            | País      | Año  |
| ------------- | --------------- | --------- | ---- |
| Copa Conmebol | Rosario Central | Argentina | 1995 |

### Distinciones individuales
| Distinción                   | Año  |
| ---------------------------- | ---- |
| Goleador de la Copa Conmebol | 1995 |